# 梅多斯 (伊利諾伊州)
梅多斯（英語：Meadows）是位於美國伊利諾伊州麥克萊恩縣的一個非建制地區。該地的面積和人口皆未知。

## 地理
梅多斯的座標為40°44′40″N 88°48′17″W / 40.74444°N 88.80472°W，而該地的平均海拔高度為231米（即758英尺）。